# Fulicoffula lurida
Fulicoffula lurida är en insektsart som först beskrevs av Christian Ludwig Nitzsch 1818.  Fulicoffula lurida ingår i släktet Fulicoffula och familjen fjäderlöss. Inga underarter finns listade i Catalogue of Life.